# Castro de Baroña
Le Castro de Baroña est une fortification résidentielle caractéristique de la culture des castros du nord ouest de la péninsule Ibérique. Il est situé sur une péninsule de la paroisse de Baroña, de la commune de Porto do Son, Province de La Corogne (Galice - Espagne).
Les premières tâches de recherche menées en ce lieu remontent à 1933, bien que de manière quelque peu désastreuse, entraînant la perte de nombreux objets. Des années plus tard, en 1969, de nouvelles recherches ont débuté, révélant ainsi différentes maisons et remparts. Au cours des décennies suivantes, jusqu'à trois nouvelles interventions ont eu lieu, aboutissant en 2015 à la réhabilitation totale du castro.
Le Castro de Baroña est construit sur une péninsule, exploitant également l'isthme qui la reliait au continent. Sur ce site, nous trouvons un rempart d'environ 35 mètres de long et six mètres de large, et l'on pense que deux autres remparts partaient des extrémités de celui-ci pour protéger l'entrée de l'isthme. De plus, il dispose également d'un fossé de 58 mètres de long et jusqu'à 4 mètres de profondeur .